# نيستي

شعار نيستي حتى 1 أبريل 2015

شركة نيستي أوي (الاسم الدولي: شركة نيستي ؛ الأسماء السابقة : شركة نيستي أويل وشركة فورتوم أويل آند جاز أوي ؛ ) هي شركة لتكرير وتسويق النفط، مقرها إسبو ، فنلندا . تُنتج الشركة وتُكرر وتُسوّق المنتجات النفطية، وتُقدّم خدمات هندسية، وتُرخّص تقنيات الإنتاج. تعمل شركة نيست في 14 دولة. 
أسهم نيستي مُدرجة في بورصة ناسداك هلسنكي . اعتبارًا من عام ٢٠٢٢، يُعد مكتب رئيس الوزراء الفنلندي أكبر مساهم في الشركة، حيث يمتلك ٣٥.٩١٪ من الأسهم. 
في عام 2021، كانت شركة نيستي ثالث أكبر شركة في فنلندا من حيث الإيرادات . 
اسم نيستي أو "Neste" يعني "سائل" باللغة الفنلندية .

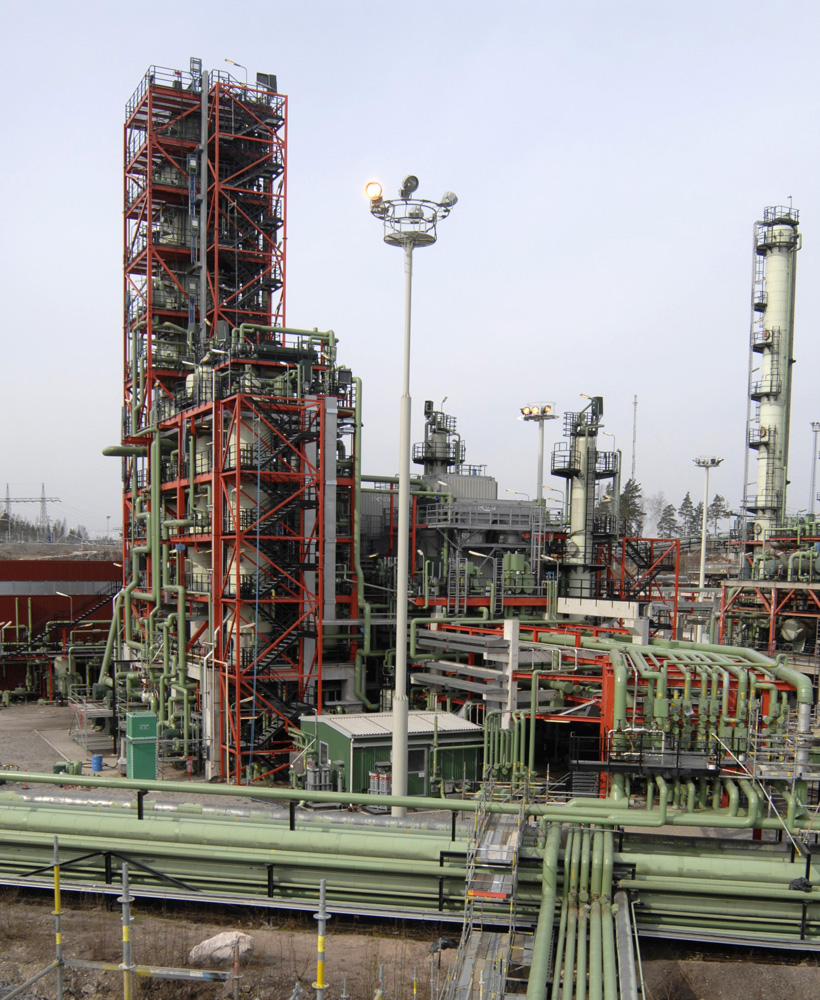
مصفاة بورفو التابعة لشركة نيست

## أنظر أيضاً
- الطاقة في فنلندا
- قائمة شركات البترول
- التأثير الاجتماعي والبيئي لزيت النخيل

قصص رحلة إلى الصفر
- 3 أشياء تحتاج إلى معرفتها حول البلاستيك المعاد تدويره كيميائيًا
- مستقبل الطيران، كوفيد-19 ووعد الاستدامة
- مكافحة فقر النقل - كيف يمكن للمجتمعات زيادة الحراك الاجتماعي

## روابط خارجية
- وسائط متعلقة بـ Neste في كومنز.
- الموقع الرسمي